# Уилмонт (город, Миннесота)
Уилмонт (англ. Wilmont) — город в округе Ноблс, штат Миннесота, США. На площади 3 км² (3 км² — суша, водоёмов нет), согласно переписи 2002 года, проживают 332 человека. Плотность населения составляет 112,5 чел./км². 
- Телефонный код города — 507
- Почтовый индекс — 56185
- FIPS-код города — 27-70582[1]
- GNIS-идентификатор — 0654215[2]